# 7131 Longtom
7131 Longtom este un asteroid din centura principală de asteroizi.

## Descriere
7131 Longtom este un asteroid din centura principală de asteroizi. A fost descoperit pe 23 decembrie 1992 la Yakiimo de Akira Natori și Takeshi Urata. El prezintă o orbită caracterizată de o semiaxă mare de 3,17 ua, o excentricitate de 0,17 și o înclinație de 16,1° în raport cu ecliptica.